# Servizio di sicurezza dell'Ucraina
Il Servizio di sicurezza dell'Ucraina (in ucraino Служба безпеки України?, Služba bezpeky Ukraïny), noto anche attraverso l'acronimo SBU (in ucraino СБУ?), è l'agenzia dei servizi segreti e per il mantenimento dell'ordine pubblico dell'Ucraina, particolarmente attiva nel controspionaggio e nella lotta alla criminalità organizzata e al terrorismo con sede in via Volodymyrs'ka a Kiev.
È una delle tre agenzie di intelligence ucraine, assieme al SZRU e al GUR.
I servizi operano sotto la giurisdizione del Presidente dell'Ucraina mentre il direttore viene eletto dalla Verchovna Rada.

## Doveri e responsabilità

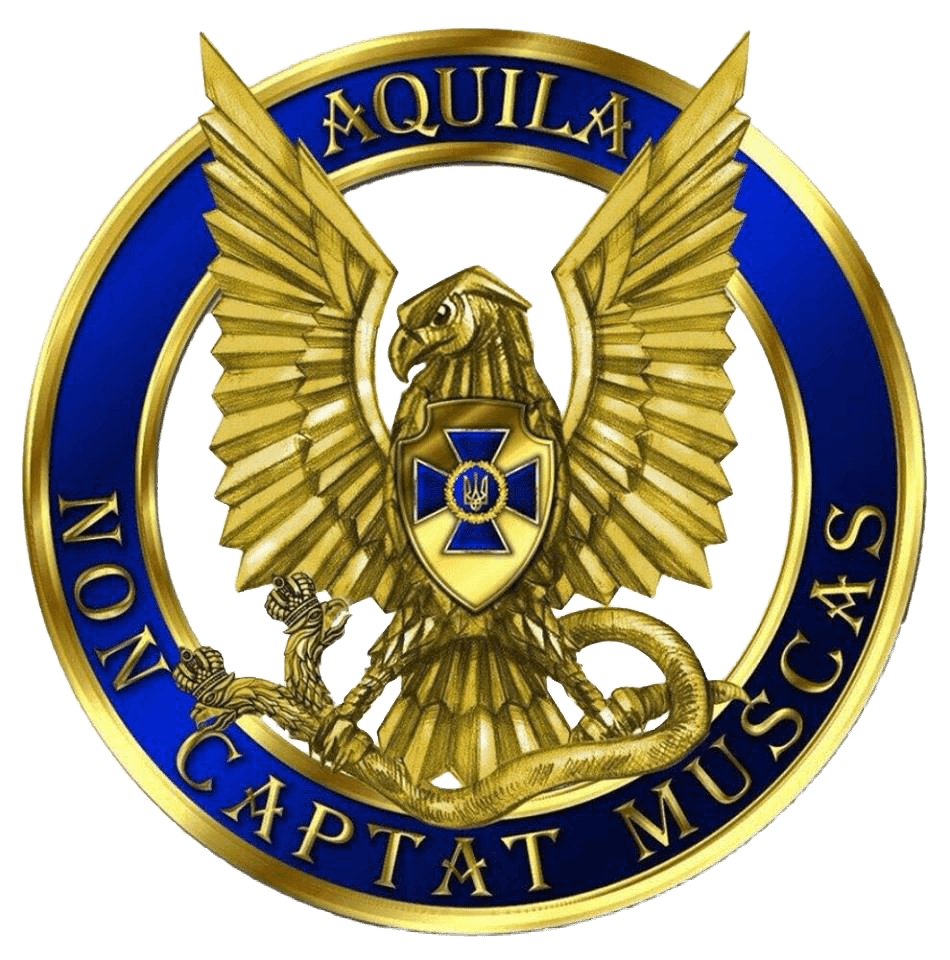
Logo del dipartimento di controspionaggio, con il motto Aquila non captat muscas

Il Servizio di sicurezza dell'Ucraina è investito, nell'ambito delle sue competenze definite dalla legge, della protezione della sovranità nazionale, dell'ordine costituzionale, dell'integrità territoriale, del potenziale economico, scientifico, tecnico e di difesa dell'Ucraina, degli interessi legali dello Stato e dei diritti civili, dalle attività di intelligence e di sovversione dei servizi speciali stranieri e dalle interferenze illecite tentate da alcune organizzazioni, gruppi e individui, nonché dall'assicurazione della protezione dei segreti di Stato.
Altri compiti includono la lotta ai crimini che mettono in pericolo la pace e la sicurezza dell'umanità, il terrorismo, la corruzione e le attività criminali organizzate nella sfera della gestione e dell'economia, nonché altri atti illegali che minacciano immediatamente gli interessi vitali dell'Ucraina.
L'SBU è stato creato nel settembre 1991 in seguito all'indipendenza dell'Ucraina nell'agosto 1991. Il colonnello generale Nikolaj Goluško, l'ultimo capo del servizio di sicurezza della Repubblica Socialista Sovietica Ucraina, rimase presidente del nuovo servizio di sicurezza ucraino per quattro mesi prima di trasferirsi in Russia. Goluško ha guidato il servizio federale di controspionaggio russo, FSB, nel 1993 e nel 1994.
Dal 1992 l'agenzia compete nelle funzioni di intelligence con il ramo dell'intelligence del Ministero della difesa ucraino.
Nel 2004, il dipartimento di intelligence della SBU è stato riorganizzato in un'agenzia indipendente chiamata "Foreign Intelligence Service of Ukraine". È responsabile di tutti i tipi di intelligence e della sicurezza esterna. A partire dal 2004, le funzioni esatte del nuovo servizio e le rispettive responsabilità del Servizio di intelligence estero dell'Ucraina non erano ancora regolamentate. Il 7 novembre 2005 il Presidente dell'Ucraina ha creato il "Servizio statale ucraino di comunicazioni speciali e protezione delle informazioni", noto anche come Derzhspetszvyazok (StateSpecCom) al posto di uno dei dipartimenti della SBU e rendendolo un'agenzia autonoma. L'SBU ha assunto la "Direzione della protezione dello Stato dell'Ucraina", l'agenzia per la protezione personale degli alti funzionari governativi.

## Violazione dei diritti umani e della libertà di parola
Secondo i rapporti della Missione di monitoraggio dei diritti umani delle Nazioni Unite in Ucraina, il personale della SBU è responsabile di molteplici casi di violazioni dei diritti umani, tra cui sparizioni forzate, violenza sessuale e tortura.
Secondo Taras Kuzjo durante gli anni '90 in alcune regioni dell'Ucraina (Donec'k) l'SBU ha collaborato con i criminali locali che hanno preso parte alla privatizzazione della proprietà statale (la cosiddetta prykhvatizatsiya) ignorando i suoi obiettivi operativi e il livello di violenza locale. Un famigerato incidente si è verificato nel dicembre 1995 in Ucraina occidentale, quando un cittadino locale Jurij Mozola è stato arrestato da agenti della SBU, interrogato e brutalmente torturato per tre giorni. Ha rifiutato di confessare un omicidio, da lui mai compiuto, ed è morto sotto la custodia della SBU. Successivamente si è scoperto che il vero assassino era Anatolij Onoprijenko. È stato arrestato l'anno successivo.
Rapporti sul coinvolgimento della SBU nella vendita di armi all'estero iniziarono ad apparire regolarmente all'inizio degli anni 2000. Le autorità ucraine hanno riconosciuto queste vendite e arrestato alcuni presunti responsabili dei traffici.
L'SBU è indicato come l'ente che cura il controverso sito web "Myrotvorec'", il cui scopo è quello di schedare coloro che sono considerati "nemici dell'Ucraina", e le cui informazioni personali, come numeri di telefono, indirizzi di residenza, link dei profili social, nomi di eventuali figli e parenti, sono consultabili pubblicamente tramite una maschera di ricerca. Nell'aprile 2015, il sito ha pubblicato gli indirizzi di casa dello scrittore ucraino Oles Buzina e dell'ex parlamentare Oleg Kalashnikov, pochi giorni dopo sono stati assassinati. Il 7 maggio 2016 il sito ha pubblicato i dati personali di 4 508 giornalisti e altri membri dei media di tutto il mondo che avevano dato copertura mediatica alla guerra del Donbass dal lato delle due repubbliche popolari ribelli, o che avevano semplicemente ricevuto l'accreditamento da queste ultime. Sul sito i giornalisti sono stati schedati come collaborazionisti dei "terroristi".
Nel 2016 Amnesty International e Human Rights Watch hanno riferito che la SBU gestisce strutture di detenzione segrete in cui i civili sono tenuti in isolamento e sottoposti a trattamento improprio e tortura.
Nel dicembre 2017 la missione delle Nazioni Unite in Ucraina ha espresso preoccupazione per una situazione di "libertà di opinione e di espressione" in Ucraina che deve affrontare "sfide crescenti". Secondo i rapporti delle Nazioni Unite, la SBU sta approfittando di un'ampia interpretazione e applicazione del codice penale ucraino nei confronti di giornalisti, blogger e attivisti dei media ucraini indipendenti.
Secondo Il Post, dopo la rivoluzione ucraina del 2014 (Euromaidan), metà dei vertici militari, filorussa o accusata di collusione, è fuggita in Russia.
Nel 2022 Volodymyr Zelens'kyj ha sostituito i principali dirigenti e il direttore, avviando una profonda modifica dell'SBU, in particolare licenziando comandanti locali che a Kherson passavano informazioni agli invasori.

## Medaglie di servizio

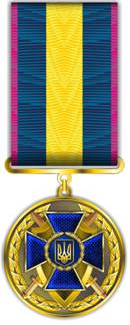
25 anni di servizio
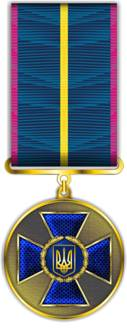
20 anni di servizio
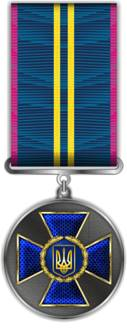
15 anni di servizio
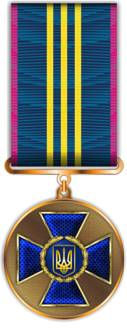
10 anni di servizio